# 札友ミート
札友ミート株式会社（さつゆうミート、英: satsuyuu meat Corporation）は、札幌市北区篠路に本社を置く食肉卸、加工メーカーである。

## 概要
食肉加工総合卸会社として創業され、総合病院、学校、保育園、スーパー、居酒屋、焼き肉屋、ラーメン店、小売精肉店など納入を行っている。 同住所の工場にて食肉の製造加工をしており、同工場では業務用肉として一般消費者への小売も行っている。

## 沿革
- 1984年 4月 - 食肉加工卸業を個人創業。
- 1986年 10月 - 札友ミート有限会社を設立。
- 1995年 10月 - 札友ミート株式会社へ法人格変更。

## 登録組合
- 札幌精肉商業協同組合
- 北海道食肉事業協同組合連合会
- 北海道食肉生活衛生同業組合